# Psary (Jemielno)
Psary (deutsch Hünern) ist ein Dorf in der Landgemeinde Jemielno im Powiat Górowski der Woiwodschaft Niederschlesien in Polen.

## Geografie
Die Landschaft ist durch den Eisschild gestaltet worden und ist eine postglaziale, hügelige, bewaldete Grundmoräne, die im Einzugsgebiet des Oderflusses liegt.
Das Dorf Psary liegt in der Woiwodschaft Niederschlesien, etwa 73 Kilometer nordwestlich von Breslau. Die Entfernung nach Góra beträgt 22, nach Jemielno vier und nach Leszno 45 Kilometer.

## Geschichte
Das Herzogtum Breslau entstand 1248/51 durch Teilung des Herzogtum Schlesien und kam nach den Schlesischen Kriegen 1742 zu der Provinz Preußen. Es wurde hier zuerst die Provinz Schlesien gebildet und ab 1816 lag Hünern im Landkreis Guhrau, der 1919 zu der Provinz Niederschlesien kam. Im Jahr 1939 lebten in Hünern 554 Einwohner.
Im Frühjahr 1945 würde Hünern von der sowjetischen Armee eingenommen, kam nach Kriegsende zur Polen und heißt Psary. Von 1975 bis 1998 gehörte das Dorf Psary zu der Woiwodschaft Leszno. Der Sitz des Powiat Górowski ist in Góra.

## Persönlichkeiten
- Johann Gottlieb Kraus (1684–1736), deutscher Historiker und Rhetoriker